# Tuffi ai campionati mondiali di nuoto 2009 - Trampolino 3 metri maschile
La fase preliminare si è svolta il 22 luglio 2009 e vi hanno partecipato 51 atleti. I primi 12 hanno avuto accesso alla finale del 23 luglio 2009.

## Medaglie
| Posizione | Atleta             | Paese       |
| --------- | ------------------ | ----------- |
|           | He Chong           | Cina        |
|           | Troy Dumais        | Stati Uniti |
|           | Alexandre Despatie | Canada      |

## Risultati
| Pos. | Atleta                    | Nazionalità     | Prelim. | Prelim. | Semifinale | Semifinale | Finale    | Finale |
| Pos. | Atleta                    | Nazionalità     | Punti   | Pos.    | Punti      | Pos.       | Punti     | Pos.   |
| ---- | ------------------------- | --------------- | ------- | ------- | ---------- | ---------- | --------- | ------ |
|      | He Chong                  | Cina            | 480.90  | 3       | 483.30     | 2          | 505.20    | 1      |
|      | Troy Dumais               | Stati Uniti     | 483.65  | 1       | 471.50     | 3          | 498.40    | 2      |
|      | Alexandre Despatie        | Canada          | 483.55  | 2       | 485.05     | 1          | 490.30    | 3      |
| 4    | Zhang Xinhua              | Cina            | 472.60  | 4       | 471.00     | 4          | 487.75    | 4      |
| 5    | César Castro              | Brasile         | 437.45  | 9       | 456.55     | 6          | 466.90    | 5      |
| 6    | Yahel Castillo            | Messico         | 463.95  | 5       | 452.05     | 8          | 459.90    | 6      |
| 7    | Javier Illana             | Spagna          | 446.85  | 7       | 454.80     | 7          | 452.10    | 7      |
| 8    | Chris Colwill             | Stati Uniti     | 437.10  | 10      | 429.20     | 11         | 451.70    | 8      |
| 9    | Matthew Mitcham           | Australia       | 434.35  | 11      | 467.15     | 5          | 431.30    | 9      |
| 10   | Patrick Hausding          | Germania        | 426.05  | 12      | 434.10     | 10         | 426.45    | 10     |
| 11   | Reuben Ross               | Canada          | 463.00  | 6       | 434.55     | 9          | 425.30    | 11     |
| 12   | Michele Benedetti         | Italia          | 445.45  | 8       | 422.00     | 12         | 415.70    | 12     |
| 16.5 | H09.5                     |                 |         |         |            |            | 00:55.635 | O      |
| 13   | Jorge Luis Pupo Carballo  | Cuba            | 399.55  | 15      | 420.60     | 13         |           |        |
| 14   | Timo Klami                | Norvegia        | 405.00  | 14      | 412.35     | 14         |           |        |
| 15   | Anton Zakharov            | Ucraina         | 420.35  | 13      | 397.80     | 15         |           |        |
| 16   | Son Seongchel             | Corea del Sud   | 392.55  | 18      | 397.00     | 16         |           |        |
| 17   | Jonathan Ruvalcaba        | Messico         | 395.95  | 17      | 374.55     | 17         |           |        |
| 18   | Víctor Manuel Toranzo     | Cuba            | 397.40  | 16      | 370.80     | 18         |           |        |
| 16.5 | H09.5                     |                 |         |         |            |            | 00:55.635 | O      |
| 19   | Matthieu Rosset           | Francia         | 386.00  | 19      |            |            |           |        |
| 20   | Damien Cély               | Francia         | 385.50  | 20      |            |            |           |        |
| 20   | Jonathan Jörnfalk         | Svezia          | 385.50  | 20      |            |            |           |        |
| 22   | Daniel Egana              | Svezia          | 385.20  | 22      |            |            |           |        |
| 23   | Nicola Marconi            | Italia          | 382.30  | 23      |            |            |           |        |
| 24   | Ramon de Meijer           | Paesi Bassi     | 371.95  | 24      |            |            |           |        |
| 25   | Constantin Blaha          | Austria         | 361.10  | 25      |            |            |           |        |
| 26   | Charles Calvert           | Regno Unito     | 360.30  | 26      |            |            |           |        |
| 27   | Carlos Calvo              | Spagna          | 360.15  | 27      |            |            |           |        |
| 28   | Alexandros Manos          | Grecia          | 359.20  | 28      |            |            |           |        |
| 29   | Yeoh Ken Nee              | Malaysia        | 358.80  | 29      |            |            |           |        |
| 30   | Ben Swain                 | Regno Unito     | 356.05  | 30      |            |            |           |        |
| 31   | Pavlo Rozenberg           | Germania        | 355.30  | 31      |            |            |           |        |
| 32   | Illya Kvasha              | Ucraina         | 355.05  | 32      |            |            |           |        |
| 33   | Stefanos Paparounas       | Grecia          | 353.10  | 33      |            |            |           |        |
| 34   | Evgenij Kuznecov          | Russia          | 344.55  | 34      |            |            |           |        |
| 35   | Shota Korakhashvili       | Georgia         | 344.00  | 35      |            |            |           |        |
| 36   | Andrzej Rzeszutek         | Polonia         | 341.10  | 36      |            |            |           |        |
| 37   | Grant Nel                 | Australia       | 332.70  | 37      |            |            |           |        |
| 38   | Sebastián Villa Castañeda | Colombia        | 327.55  | 38      |            |            |           |        |
| 39   | Jurij Kunakov             | Russia          | 326.80  | 39      |            |            |           |        |
| 40   | Muhammad Fakhru Izzat     | Malaysia        | 325.25  | 40      |            |            |           |        |
| 41   | Chola Chanturia           | Georgia         | 323.95  | 41      |            |            |           |        |
| 42   | Ville Vahtola             | Finlandia       | 314.80  | 42      |            |            |           |        |
| 43   | Ignas Barkauskas          | Lituania        | 314.65  | 43      |            |            |           |        |
| 44   | Sime Peric                | Croazia         | 305.20  | 44      |            |            |           |        |
| 45   | Jorge Sanchez             | Venezuela       | 304.15  | 45      |            |            |           |        |
| 46   | Yorick de Bruijn          | Paesi Bassi     | 292.05  | 46      |            |            |           |        |
| 47   | Akhmad Sukran Jamjami     | Indonesia       | 290.70  | 47      |            |            |           |        |
| 48   | Argenis Alvarez           | Rep. Dominicana | 279.30  | 48      |            |            |           |        |
| 49   | Sergej Baziuk             | Lituania        | 279.30  | 49      |            |            |           |        |
| 50   | Foo Chuen Li              | Hong Kong       | 279.30  | 50      |            |            |           |        |
| 51   | Farid Gurbanov            | Azerbaigian     | 279.30  | 51      |            |            |           |        |